# BIT Zone (métro d'Incheon)
BIT Zone (hangeul : 지식정보단지 ; hanja : 知識情報團地) est une station de passage de la ligne 1 du métro d'Incheon. Elle est située au 57 Tour Incheon-daero, dans l'arrondissement Yeonsu-gu de la ville d'Incheon, à l'ouest de Séoul, en Corée du Sud.
Ouverte en 2009, la station est desservie par les rames qui circulent sur la ligne 1 du métro d'Incheon qui fait partie du régime tarifaire du réseau du métro de Séoul.

## Situation sur le réseau

Plan du réseau du métro de Séoul (2023)

La station souterraine BIT Zone est une station de passage de la ligne 1 du métro d'Incheon : elle est située entre la station Technopark, en direction du terminus nord Gyeyang, et la station Université nationale d'Incheon, en direction du terminus sud Songdo Moonlight Festival Park.

## Histoire
La station BIT Zone est mise en service le 1er juin 2009, lors de l'ouverture à l'exploitation de la section, de Bakchon à  Quartier d'affaires international.
Avant 2010, le métro d'Icheon disposait de son propre système de billetterie, depuis il est intégré dans le système du métro de Séoul. Cette fusion est aussi visible sur les plans du métro de Séoul qui incluent maintenant le métro d'Incheon.

## Services aux voyageurs

### Accès et accueil
La station souterraine est située au 80 Gyeongwon-daero, quartier Gojan-dong. Elle dispose de quatre bouches, numérotées de 1 à 4, situées de part et d'autre de la Gyeongwon-daero. Comme toutes les stations de la ligne, elle dispose d'une billetterie équipée d'automates pour l'achat de titres de transport valables sur l'ensemble du réseau du métro de Séoul.

### Desserte
Dongmak est desservie par les rames omnibus qui circulent sur la ligne 1 du métro d'incheon. Elle dispose de deux voies desservant un quai central équipé de portes palières.

Installations
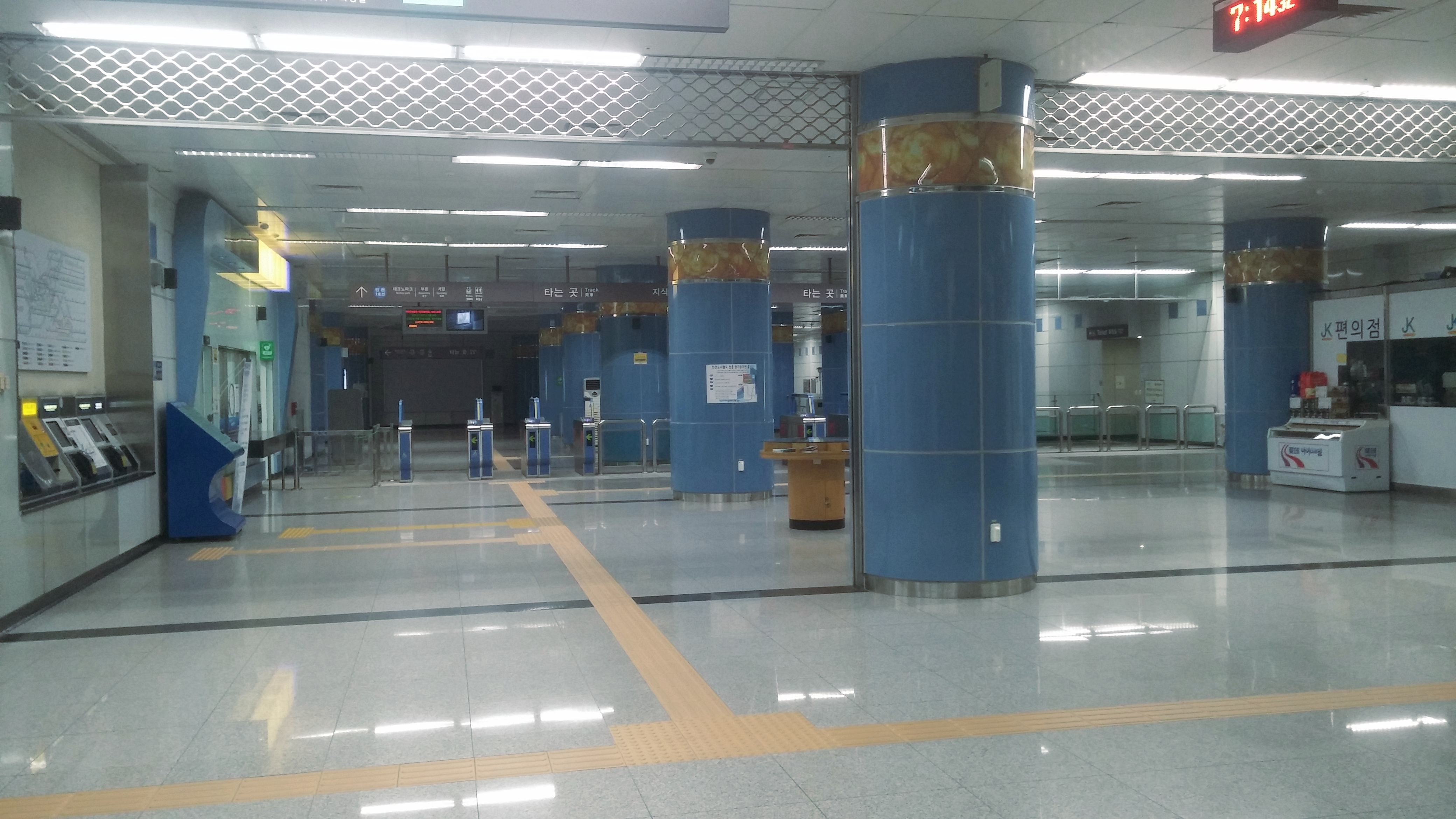
En 2017.
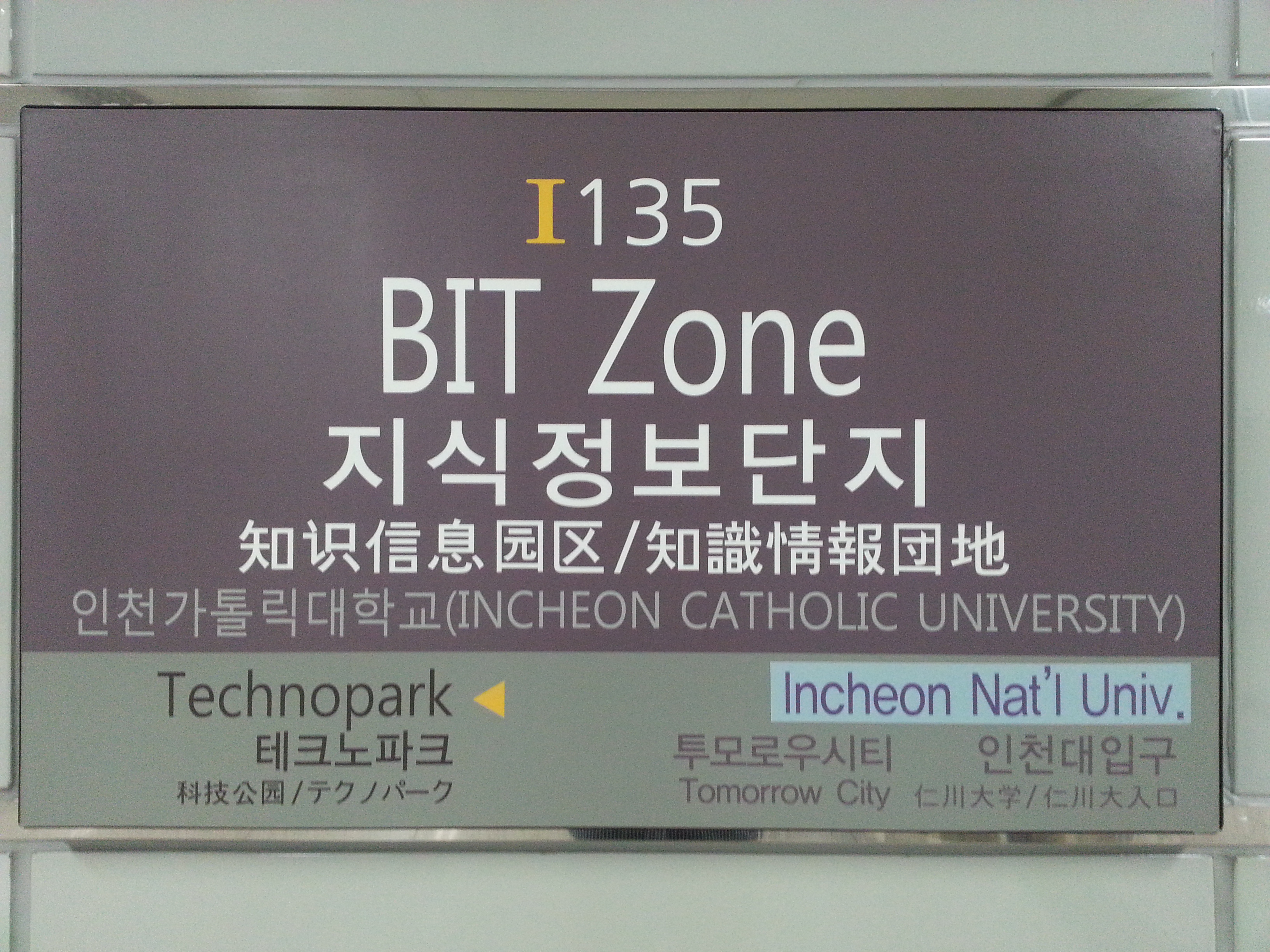
En 2014.
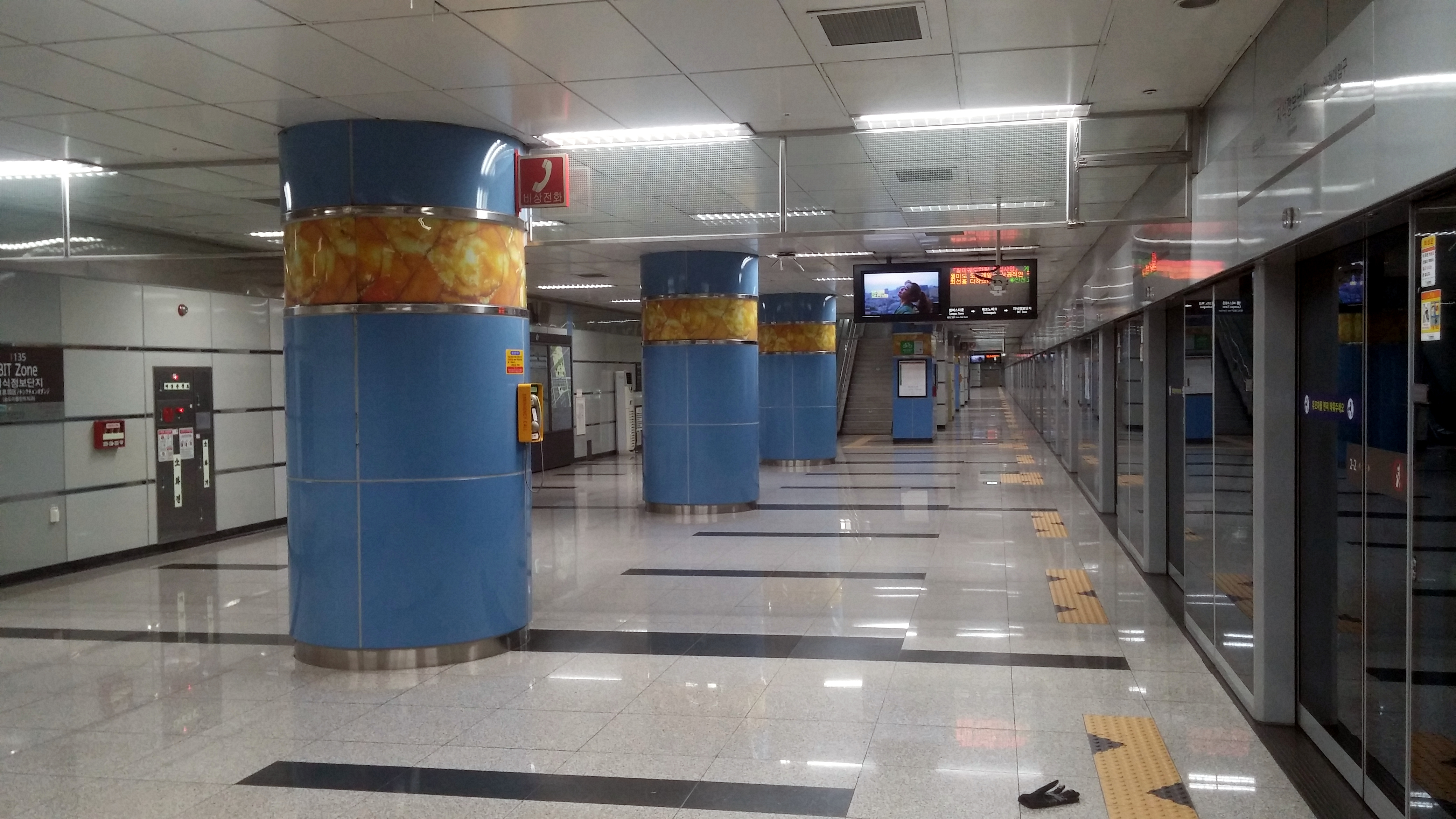
En 2017.

### Intermodalité
Des arrêts de bus sont établis à proximité des bouches de la station.